# هجوم جانبي

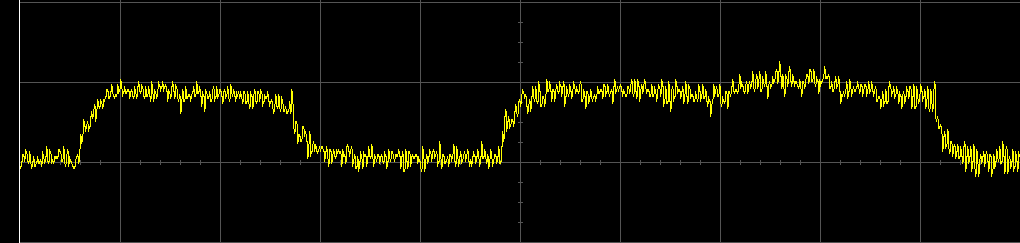
محاولة فك تشفير بتات المفتاح العام باستخدام تحليل الطاقة. تمثل النبضة اليسرى تغيرات طاقة وحدة المعالجة المركزية خلال خطوة الخوارزمية دون ضرب، بينما تمثل النبضة اليمنى الأوسع خطوة الضرب، مما يسمح للمهاجم بقراءة البتات 0 و1.

الهجوم الجانبي في علوم الحاسوب هو مُصطلح يُشير إلى أي هجوم سيبراني يعتمد على معلومات إضافية يمكن جمعها من خلال الطريقة الأساسية لتنفيذ بروتوكول أو خوارزمية حاسوبية، وليس اعتمادًا على وجود أخطاء برمجية أو ثغرات في تصميم البروتوكول أو الخوارزمية نفسها (كالأخطاء الموجودة في تحليل تشفير خوارزمية تشفير) أو الأخطاء الناتجة عن سهو طفيف، وعلى الرغم من ذلك، فإنّ هجوم الطريق الجانبي قد يكون له أثار مدمرة عند تنفيذه. وتُعد معلومات التوقيت، واستهلاك الطاقة، والتسريبات الكهرومغناطيسية، والصوت أمثلة على المعلومات الإضافية التي يمكن استغلالها لتسهيل هجمات الطريق الجانبي.
تتطلب بعض هجمات الطريق الجانبي معرفة تقنية بالتشغيل الداخلي للنظام، على الرغم من أن بعضها الآخر، كالهجمات التي تتم من خلال تحليل الطاقة التفاضلية، يُعد فعالًا مثل هجمات الصندوق الأسود. كما أدى ظهور تطبيقات الويب 2.0 والبرمجيات كخدمة إلى زيادة كبيرة في احتمالية وقوع هجمات الطريق الجانبي على الويب، حتى عند تشفير عمليات الإرسال بين متصفح الويب والخادم (مثلاً من خلال تشفير بروتوكول نقل النص الفائق الآمن أو الشبكة المحلية اللاسلكية)، بحسب ما أورده باحثين من مركز أبحاث مايكروسوفت وجامعة إنديانا.

## الأنواع
يُعتبر المبدأ الأساسي في جميع أنواع هجمات الطريق الجانبي هو أن التأثيرات المادية الناتجة عن تشغيل نظام تشفير (جانبي) يمكن أن توفر معلومات إضافية مفيدة حول البيانات السرية المُضمنة في النظام، مثل مفتاح التشفير، ومعلومات الحالة الجزئية، والنصوص العادية الكاملة أو الجزئية، وما إلى ذلك. لا تُعتبر محاولات اختراق نظام تشفير عن طريق خداع أو إكراه الأشخاص ذوي الوصول الشرعي شكلا من أشكال هجمات الطريق الجانبي، فعادة ما تُصنف هذه الهجمات كشكل من أشكال الهندسة الاجتماعية أو تحليل الشفرات القابلة للإنكار، ولكن تشمل الأنواع الرئيسية لهجمات الطريق الجانبي ما يلي:
- هجوم ذاكرة التخزين المؤقت، وهو هجوم سيبراني يعتمد على قدرة المهاجم على مراقبة عمليات وصول الضحية إلى ذاكرة التخزين المؤقت في نظام مادي مشترك، كما هو الحال في بعض أنواع البيئات الافتراضية والخدمات السحابية.
- هجوم التوقيت، وهو هجوم سيبراني يعتمد على قياس الوقت الذي تستغرقه عمليات حسابية مختلفة (مثل مقارنة كلمة مرور المهاجم بكلمة مرور الضحية غير المعروفة).
- هجوم مراقبة الطاقة، وهو هجوم سيبراني يستغل استهلاك الأجهزة المتفاوت للطاقة أثناء إجراء عمليات الحوسبة.
- هجوم كهرومغناطيسي، وهو هجوم سيبراني يعتمد على الإشعاع الكهرومغناطيسي المُسرب، والذي يُمكن أن يُوفر نصوصًا عادية ومعلومات أخرى مباشرةً. يُمكن استخدام هذه القياسات لاستنتاج مفاتيح التشفير باستخدام تقنيات مُكافئة لتلك المُستخدمة في تحليل الطاقة، أو يُمكن استخدامها في هجمات غير تشفيرية، مثل هجمات العاصفة (والمعروفة أيضًا باسم هجمات اختراق البيانات أو مراقبة الإشعاع).
- هجوم تحليل التشفير الصوتي، وهو هجوم يستغل الصوت الناتج أثناء عملية حسابية (مثل عمليات تحليل الطاقة).
- هجوم تحليل الأخطاء التفاضلية، وهو هجوم يتم عن طريق إدخال أخطاء في عملية حسابية.
- هجوم البيانات المتبقية، والذي يتم عن طريق قراءة البيانات الحساسة بعد حذفها المفترض (كما في هجوم التمهيد البارد).
- هجمات الأخطاء التي يبدأها البرنامج، وتُعتبر هذه الفئة من الهجمات حاليًا فئة نادرة من هجمات الطريق الجانبي، وتُمثل هجمات مطرقة الصف مثالًا على إمكانية تغيير الذاكرة غير المسموح بها عن طريق الوصول إلى الذاكرة المجاورة بشكل متكرر (مما يتسبب في فقدان الاحتفاظ بالحالة).
- هجمات القائمة البيضاء، وهي هجمات تعتمد على اختلاف سلوك الأجهزة المدرجة في القائمة البيضاء عند الاتصال بالأجهزة المدرجة في القائمة البيضاء (إرسال الردود) والأجهزة غير المدرجة في القائمة البيضاء (عدم الاستجابة للأجهزة على الإطلاق). يمكن استخدام هجوم الطريق الجانبي الذي يعتمد على القائمة البيضاء لتتبع عناوين الذاكرة للبلوتوث.
- الهجوم البصري، والذي يمكن من خلاله قراءة المعلومات والبيانات الحساسة عن طريق التسجيل البصري باستخدام كاميرا عالية الدقة، أو أجهزة أخرى تتمتع بمثل هذه القدرات.

## الأمثلة
يُعد هجوم ذاكرة التخزين المؤقت من أشهر هجمات الطريق الجانبي وأكثرها شيوعًا. يعمل هذا الهجوم من خلال مراقبة العمليات الأمنية الحرجة مثل إدخال جدول التشفير المعياري المتقدم، أو من خلال الأس المعياري أو الضرب أو عمليات الوصول إلى الذاكرة. ويستطيع المهاجم بعد ذلك استعادة مفتاح التشفير السري اعتمادًا على عمليات الوصول التي قام بها الضحية (أو لم يقم بها). وعلى عكس بعض هجمات الطريق الجانبي الأخرى، لا تُحدث هذه الطريقة خللًا في عملية التشفير الجارية، وبالتالي تكون غير مرئية للضحية. في عام ٢٠١٧، اكتُشفت في وحدة المعالجة المركزية ثغرتان أمنيتان أطلق عليهما ميلتداون وسبيكتر. وأمكن من خلال هاتين الثغرتين استخدام طريقا جانبيًا قائمًا على ذاكرة التخزين المؤقت للسماح للمهاجم بتسريب بيانات ذاكرة العمليات الأخرى وبيانات نظام التشغيل نفسه.
ومن أشهر الأمثلة الأخرى على هجمات الطريق الجانبي هجوم التوقيت، والذي يُراقب حركة البيانات داخل وخارج وحدة المعالجة المركزية أو ذاكرة الجهاز الذي يُشغّل نظام التشفير أو الخوارزمية. وبمجرد ملاحظة الاختلافات في المدة التي يستغرقها إجراء عمليات التشفير، قد يكون من الممكن تحديد المفتاح السري بالكامل. تتضمن هذه الهجمات تحليلًا إحصائيًا لقياسات التوقيت، وقد ثبُت ذلك عبر الشبكات. يمكن لهجوم تحليل الطاقة توفير معلومات أكثر تفصيلًا من خلال مراقبة استهلاك الطاقة لجهاز مثل وحدة المعالجة المركزية أو دائرة التشفير. ويُمكننا أن نُصنف هذه النوعية من الهجمات إلى هجمات تستخدم تحليلًا بسيط للطاقة، وهجمات تستخدم تحليلًا تفاضليًا للطاقة. ومن أشهر الأمثلة على هجمات تحليل استهلاك الطاقة هجوم التصادم+الطاقة، والذي يؤثر على جميع وحدات المعالجة المركزية تقريبًا. كما استخدمت بعض الأمثلة الأخرى أساليبًا تعتمد على التعلم الآلي. تُولّد تقلبات التيار أيضًا موجات راديوية، يُمكن للمهاجمين من خلالها تحليل قياسات الانبعاثات الكهرومغناطيسية، وعادةً ما تتضمن هذه الهجمات استخدام تقنيات إحصائية مماثلة لهجمات تحليل الطاقة.
كذلك ثبت وجود هجمات طرق جانبية تستند إلى خوارزميات التعلم العميق وتعتمد على استخدام معلومات الطاقة والمجال الكهرومغناطيسي عبر أجهزة متعددة، مما يُمكّن المهاجمين من الحصول على المفتاح السري لجهاز مختلف ولكنه متطابق مع الأجهزة الأخرى في أثر واحد فقط. هُناك أمثلة وسوابق تاريخية لحدوث أشكال من هذا النوع المتطور من هجمات الطريق الجانبي، فقد كشفت وثيقة لوكالة الأمن القومي الأمريكية رُفعت عنها السرية مؤخرًا أنه في عام 1943، لاحظ مهندس يعمل في شركة بيل فون وجود طفرات قابلة للفك على راسم الذبذبات مرتبطة بالإخراج المُفكك لآلة كاتبة مُشفرة معينة. وبحسب تصريحات بيتر رايت، الضابط السابق في جهاز المخابرات البريطاني، فقد تمكنت أجهزة الأمن البريطانية خلال عقد الستينيات من القرن العشرين من تحليل الانبعاثات الصادرة عن معدات التشفير الفرنسية. وفي عقد الثمانينيات من القرن العشرين، اشتُبه في قيام مُتنصتين سوفييتيين بزرع أجهزة تنصت داخل آلات كاتبة من طراز آي بي إم سيليكتريك لمراقبة الضجيج الكهربائي الناجم عن دوران كرة الطباعة وميلها لضرب الورقة؛ وأمكن من خلال خصائص تلك الإشارات تحديد المفتاح الذي تم الضغط عليه.
يُسبب استهلاك الأجهزة للطاقة ارتفاعًا في درجة الحرارة، والذي يُعوّض بتأثيرات التبريد. تُولّد التغيرات في درجات الحرارة إجهادًا ميكانيكيًا مُستحثًا حراريًا. يُمكن أن يُولّد هذا الإجهاد انبعاثات صوتية منخفضة المستوى من وحدات المعالجة المركزية العاملة (حوالي 10 كيلوهرتز في بعض الحالات). أشارت الأبحاث الحديثة التي أجراها شامير وآخرون إلى إمكانية الحصول على معلومات حول تشغيل أنظمة التشفير والخوارزميات بهذه الطريقة أيضًا. ويُعد هذا أحد أشكال هجوم تحليل التشفير الصوتي. كذلك إذا أمكن رصد سطح شريحة وحدة المعالجة المركزية، أو في بعض الحالات حزمة وحدة المعالجة المركزية، يُمكن للصور المُلتقطة بالأشعة تحت الحمراء أيضًا توفير معلومات حول الكود الذي يتم تنفيذه على وحدة المعالجة المركزية، وهو ما يُعرف باسم هجوم التصوير الحراري. تشمل أمثلة هجمات الطريق الجانبي البصرية جمع المعلومات من خلال مؤشر نشاط القرص الصلب، ومن خلال قراءة عدد صغير من الفوتونات المنبعثة من الترانزستورات أثناء تغيير حالتها. تعتمد بعض هجمات الطريق الجانبيّ أيضًا على المعلومات التي تتسرب من خلال قابليّة التخصيص لمورد مثل عرض النطاق الترددي للشبكة إلى العملاء الذين يطلبون المورد المتنازع عليه في نفس الوقت.